# Manoir du Moros
Le manoir du Moros est un manoir datant du XVe siècle, situé à Concarneau dans le Finistère.

## Histoire

### Construction
Le manoir du Moros a été construit en 1477 pour servir de résidence aux capitaines de Concarneau, compte tenu de sa position stratégique en surplomb du port. La châtellenie du Moros comprend alors le Grand Moros (l'actuel manoir et son domaine), le Petit Moros (dont les pierres de la bâtisse médiévale, détruite au XIXe siècle, ont servi à construire l'actuelle Ferme du Moros), deux moulins et des terres allant jusqu'à Kerrichard.

### Majorat (1830-1855)
En 1830, François-Marie Penguilly L’Haridon, autorisé par ordonnance royale du 26 août 1829, fait ériger le domaine du Moros en majorat auquel est attaché le titre de baron. Il obtient le 16 avril 1830 les lettres patentes, signées du roi Charles X, instituant ce majorat, qui perdurera jusqu'en 1855.
L’énumération des biens formant la dotation du majorat donne une description détaillée du domaine, de 94 hectares à cette période :
- Le manoir du Grand Moros, ayant jardin, cour, basse-cour, vastes écuries, remise, hangar, chapelle, colombier, retenues en terres labourables, prairies, produisant net 700 francs.
- Les bois de haute futaie, en ormeaux, chênes, châtaigniers, hêtres, frênes, au nombre de plus de 12 000, produisant net 1 040 francs.
- La métairie dudit manoir, produisant net 425 francs.
- La métairie haute, produisant net 425 francs.
- La métairie basse, produisant net 425 francs.
- Les terres et le manoir du Petit Moros, le jardin, une prairie de 6 hectares, un verger de 3 hectares, produisant net 300 francs.
- Les bois en haute futaie, sur les fossés et placîtres en chênes, châtaigniers, ormeaux, frênes, au nombre de plus de 2 000, produisant net 200 francs.
- La métairie du Petit Moros, produisant net 800 francs.
- Et celle du Sauz au Petit Moros, produisant net 700 francs.

Ces biens formant un seul tout, environné à l’est par l’anse du Roudouïc ; au midi par la baie de Concarneau ; à l’ouest par la rivière du Moros ; et au nord par les terres du domaine de Kandorff et autres biens de la commune de Lanriec ; contenant réunis 35 hectares de terres labourées et vergers, 33 hectares en prairies, 4 hectares en bois et 20 hectares en prés sauvages ou terres froides ; et produisant net 5 065 francs de revenu annuel.

### Liste des propriétaires

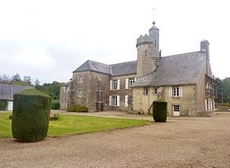
Manoir du Moros au XXIe siècle.

| Nom | Date d'acquisition | Date de vente        |
| --- | ------------------ | -------------------- |
| Yvon de Tréanna | 1477               | ?                    |
| Augustin de Beaulieu                                                                                                  | 1635               | 1637                 |
| Abraham Duquesne | 1651               | 1688                 |
| Antoine Alexis Perier de Salvert puis son fils Louis Alexis                                                           | 1728               | 1795 (séquestration) |
| François-Marie Penguilly L'Haridon                                                                                    | 1830               | 1855                 |
| Zénaïde Ivanovna Narychkine (1809-1893), épouse du comte Charles Chauveau, propriétaires aussi du château de Keriolet | 1865               | 1893                 |

## Architecture

### Grand Moros
Le manoir, composé de deux bâtiments en équerre, se referme sur une cour dont la description donnée dans l’acte d’achat par Duquesne en 1651 est conforme à ce qu’elle est encore aujourd’hui : « une cour au midi de la maison principale contient sous fond quinze cordes et demie, au milieu de cette cour se trouve un puits de pierres de taille ayant trente-six pieds de profondeur et huit pieds de diamètre, l’eau qu’on y puise est abondante et très bonne. Au midi de la cour un colombier couvert en ardoises aux chapiteaux. ». L'ensemble est clos par un mur d'enceinte à meurtrières.
A la demande de monsieur et madame Charles-Honoré Chauveau, l'architecte diocésain Joseph Bigot reprendra la tour du manoir, y adossera des contreforts et agrémentera la façade de auvents et de balcons, dont certains portent les initiales entrelacées des deux propriétaires (Z et C pour Zénaïde et Charles).